# De wârrekvraa
De wârrekvraa (de werkvrouw) is de 38e single van De Strangers. Het is afkomstig van hun album De Strangers meerderjarig. De wârrekvraa is een plat-Antwerpse parodie op Ivan Heylens De werkmens. Heylen kon het wel waarderen en werkte later soms samen met De Strangers.

## Hitnotering

### BelgischeBRT Top 30
| Hitnotering: 19-1-1974 t/m 25-1-1974 | Hitnotering: 19-1-1974 t/m 25-1-1974 | Hitnotering: 19-1-1974 t/m 25-1-1974 |
| Week:                                | 1                                    |                                      |
| ------------------------------------ | ------------------------------------ | ------------------------------------ |
| Positie:                             | 30                                   | uit                                  |